# Louis de Boussanelle
Louis de Boussanelle (1720-1788) fue un militar, caballero oficial, caballero de la Orden de San Luis, maestre de campo, comisario general y escritor de Francia.

## Biografía
Boussanelle fue un estrategista de Francia, nacido en Béziers, tenía por bisabuelo materno a Jacques Esprit y su madre era de la familia de la Sabliére, y fue miembro de la Academia de Béziers, capitán de caballería del regimiento de Saint-Aignan (Loir y Cher) y brigadier de caballería, y durante treinta años dejó numerosos artículos en el diario "Mercure" donde trabajó.
Como escritor Boussanelle dejó las siguientes obras: Comentarios sobre la caballería (1758), dividida en dos partes; en la primera discute las objeciones de Jean Charles de Folard sobre la utilidad de la caballería y en la segunda da una historia de la caballería de Francia desde Clodoveo I hasta 1712, Observaciones militares (1761), Reflexiones militares (1754), El Buen militar (1770), Principios del arte militar (1763), Los soldados y un Ensayo sobre las mujeres (1765).
El Presidente de la Sociedad Arqueológica de Béziers, en su obra Travaux de cette societe, Béziers,  dice de las obras de Boussanelle lo siguiente:
- Observaciones juiciosas
- Pensamientos ingeniosos y profundos

## Obras
- Commentaires sur la cavalerie, París, 1758, en 8.º.
- Observations militaires, París, 1761.
- Reflexions militaires, París, 1764, en 12.º.
- Principes de l'art militaire, Berlín, 1763, 2 vols.
- Essai sur les femmes, Ámsterdam, 1765, en 12.º.
- Le Bon militaire, París, 1770.
- Elements de la tactique d'infanterie, 1783.
- Aux soldats, París, 1786, en 8.º.